# 3299 Hall
3299 Hall è un asteroide della fascia principale. Scoperto nel 1980, presenta un'orbita caratterizzata da un semiasse maggiore pari a 2,2804808 au e da un'eccentricità di 0,0786309, inclinata di 5,46910° rispetto all'eclittica.